# Ахмад аль-Убайдат
Ахмад Абдул Маджід аль-Убайдат (араб. أحمد عبيدات; нар. 18 листопада 1938) — йорданський політик, голова уряду Йорданії від січня 1984 до квітня 1985 року.

## Життєпис
Народився в північній частині країни, закінчив середню школу в Наблусі (західний берег річки Йордан). 1957 року працював учителем, потім продовжив навчання в Багдадському університеті. 1961 року став бакалавром права та від 1962 понад 20 років працював у системі міністерства внутрішніх справ.
1964 року вступив на службу до управління загальної розвідки Йорданії. 1974 року в званні генерал-лейтенанта отримав пост директора управління загальної розвідки. Від квітня 1982 до січня 1984 року очолював міністерство внутрішніх справ Йорданії. Після цього сформував власний кабінет, в якому одночасно мав портфель міністра оборони.
Від 1984 року — член Сенату.
У травні 2011 року очолив опозиційний Національний фронт реформ, до складу якого увійшли Демократична Народна партія (Hashd), Комуністична партія, Народна партія Єдності, Ісламський Фронт Дії, Прогресивна партія «Баас», Соціалістична партія, «Нація та Рух» лівих соціалістів, а також низка професійних асоціацій і провідних профспілок, жіночі й молодіжні організації.